# Dubsmash
Dubsmash é  um aplicativo de mensagens em vídeo para Android e para iOS. O serviço consiste em fazer um playback de alguma frase famosa, musical, de um filme, cómica ou outra qualquer que um utilizador escolha e suba ao canal. Os vídeos do aplicativo são de 15 segundos e o app conta com áudios de séries, programas de TV, serviços de transporte, entre outros. Além dos sons 'prontos', existe a opção “Adicionar Som” que permite a inclusão de um áudio próprio do usuário para o app. 
A aplicação Dubsmash foi fundada por Jonas Drüppel, Roland Grenke e Daniel Taschi, e lançada oficialmente em 19 de novembro de 2014. No dia 1 de fevereiro de 2015 foi transferida entre 10 e 15 milhões. O seu êxito começou na Alemanha, e foi-se estendendo por toda a Europa, até transformar-se num êxito mundial.